# Marco Faustini
Pour les articles homonymes, voir Faustini.
 (janvier 2024).
Si vous disposez d'ouvrages ou d'articles de référence ou si vous connaissez des sites web de qualité traitant du thème abordé ici, merci de compléter l'article en donnant les références utiles à sa vérifiabilité et en les liant à la section « Notes et références ».
Marco Faustini (Venise, 17 mai 1606 – Venise, 7 janvier 1676) est un impresario du XVIIe siècle spécialisé dans l'histoire de l'opéra.

## Biographie
Marco Faustini commence sa carrière comme imprésario à partir de l'été 1651 au Teatro Sant'Apollinare de Venise, une scène nouvellement créée dirigée par son jeune frère Giovanni Faustini. L'impresario, au XVIIe siècle, a la responsabilité de la programmation artistique d'un lieu de spectacle. A la mort de son frère le 19 décembre 1651, il acquiert la direction du théâtre. L'année suivante, il sous-loue la salle pour deux ans, puis reprend sa gestion, avec beaucoup de difficultés, de 1654 à 1657. On le retrouve ensuite comme imprésario dans d'autres théâtres : au Théâtre San Cassiano, de 1657 à 1660, et au Théâtre Santi Giovanni e Paolo, de 1660 à 1668 (probablement avec une interruption de 1663 à 1665).
Marco Faustini, comme son frère, collabore avec les compositeurs majeurs de son temps, Francesco Cavalli, Pietro Andrea Ziani et Antonio Cesti, et engage des chanteurs célèbres, notamment Anna Renzi, Antonia Coresi et Vincenza Giulia Masotti. Il a mis en scène de nombreux drames des librettistes les plus célèbres de l'époque, Aurelio Aureli, Francesco Piccoli, Nicolò Minato, Nicolò Beregan, Pietro Angelo Zaguri et Cristoforo Ivanovich, ainsi que les dernières œuvres inachevées de son frère.
Tous les écrits, lettres, contrats de Faustini, conservés à la Scuola Grande di San Marco, représentent la principale source d'information sur l'opéra vénitien de l'époque.